# Rechtsanwaltskammer Oberösterreich
Die Rechtsanwaltskammer Oberösterreich ist die Standesvertretung der in Oberösterreich niedergelassenen Rechtsanwälte und Rechtsanwaltsanwärter. Ihren Sitz hat die Rechtsanwaltskammer in der Stadt Linz, wo sich mit dem Landesgericht Linz auch eines der vier höchsten Organe der Rechtsprechung Oberösterreichs befindet (weitere Landesgerichte in Oberösterreich sind in Ried im Innkreis, Steyr und Wels). Präsident der Rechtsanwaltskammer Oberösterreich ist derzeit Walter Müller.

## Geschichte
Die Rechtsanwälte in Oberösterreich wurde am 25. März 1851 als "Advokatenkammer der Landesgerichtssprengel Linz und Steyr" in Linz gegründet. Sie hatte zu Beginn etwa 20 Mitglieder. 1924 wird von der Rechtsanwaltskammer in Oberösterreich als erste Rechtsanwaltskammer in Österreich eine kostenlose Rechtsauskunft durch deren Mitglieder für die Bevölkerung angeboten. Durch den Anschluss Österreichs an das Deutsche Reich (siehe: Österreich in der Zeit des Nationalsozialismus) wurde die Autonomie (Selbstverwaltung) der österreichischen Rechtsanwaltskammern bald beseitigt. Zahlreiche oberösterreichische Rechtsanwälte wurden aus der Liste gestrichen.
Die Autonomie und Selbstverwaltung der Oberösterreichischen Rechtsanwaltskammer wurde im Juli 1950 wiederhergestellt.
Die erste Rechtsanwältin wurde 1946 in die Kammer der Oberösterreichischen Rechtsanwälte aufgenommen.

## Organisation
Die Standesvertretung ist Mitglied des Österreichischen Rechtsanwaltskammertags, eines Zusammenschlusses der Rechtsanwaltskammern aller österreichischen Bundesländer. Organisatorisch ist die Rechtsanwaltskammer eine Körperschaft des öffentlichen Rechts, die mit dem Recht auf autonome Selbstverwaltung sowie begrenzten hoheitlichen Befugnissen ausgestattet ist.
Die Aufgabengebiete der Rechtsanwaltskammer Oberösterreich reichen von der Vertretung der Rechtsanwälte über die Begutachtung von Gesetzen und das Erstellen von Gutachten bis zur Überwachung der Einhaltung der Berufspflichten im Wege des Disziplinarrechts. Ebenso werden von den Prüfungskommissären der Rechtsanwaltskammer die Prüfungen der Rechtsanwaltsanwärter und der Richteramtsanwärter durchgeführt.
Oberstes Entscheidungsgremium der Rechtsanwaltskammer ist der Ausschuss, der durch die Vollversammlung der oberösterreichischen Rechtsanwälte gewählt wird und dem ein Präsident sowie zwei Vizepräsidenten vorstehen. Diesem beigegeben sind der Disziplinarrat und die Prüfungskommissäre, die ebenfalls durch die Vollversammlung bestellt werden.

## Mitgliedschaft
Die Mitgliedschaft in der Rechtsanwaltskammer Oberösterreich besteht für die eingetragenen Rechtsanwälte (RA) und die Rechtsanwaltsanwärter (RAA). Die Stimmrechte in der Mitgliederversammlung sind zwischen Rechtsanwälten und Rechtsanwaltsanwärtern ungleich verteilt (etwa 1:2 – RA:RAA). Mit der Mitgliedschaft verbunden ist die Verpflichtung zur Bezahlung der Kammerumlage. In Oberösterreich sind im Jahresdurchschnitt rund 640 Rechtsanwälte zugelassen. Zum 31. Dezember 2024 waren in Oberösterreich 689 Rechtsanwälte und 190 Rechtsanwaltsanwärter eingetragen.